# Saut en hauteur masculin aux Jeux olympiques de 1920
Pour un article plus général, voir Athlétisme aux Jeux olympiques de 1920.
Navigation
Stockholm 1912 Paris 1924
L'épreuve du saut en hauteur masculin aux Jeux olympiques de 1920 s'est déroulée les 15 et 17 août 1920 au Stade olympique d'Anvers, en Belgique. Elle est remportée par l'Américain Richmond Landon.

## Résultats

### Finale
| Rang               | Athlète               | Pays            | Marque | Notes |
| ------------------ | --------------------- | --------------- | ------ | ----- |
| Médaille d'or      | Richmond Landon       | États-Unis      | 1,93 m | OR    |
| Médaille d'argent  | Harold Muller         | États-Unis      | 1,90 m |       |
| Médaille de bronze | Bo Ekelund            | Suède           | 1,90 m |       |
| 4                  | Walter Whalen         | États-Unis      | 1,85 m |       |
| 5                  | John Murphy           | États-Unis      | 1,85 m |       |
| 6                  | Benjamin Howard Baker | Grande-Bretagne | 1,85 m |       |
| 7                  | Pierre Lewden         | France          | 1,80 m |       |
| 7                  | Einar Thulin          | Suède           | 1,80 m |       |
| 9                  | Timothy Carroll       | Grande-Bretagne | 1,75 m |       |
| 9                  | Hans Jagenburg        | Suède           | 1,75 m |       |
| 9                  | René Labat            | France          | 1,75 m |       |
| 9                  | Thorvig Svahn         | Suède           | 1,75 m |       |